# مانوئل روخاس
مانوئل روخاس (انگلیسی: Manuel Roxas; ۱ ژانویهٔ ۱۸۹۲ – ۱۵ آوریل ۱۹۴۸) یک سیاست‌مدار اهل فیلیپین و از مه ۱۹۴۶ تا آوریل ۱۹۴۸ رئیس‌جمهور این کشور بود.